# Middletown (Califòrnia)
Middletown és una concentració de població designada pel cens dels Estats Units a l'estat de Califòrnia. Segons el cens del 2000 tenia 1.020 habitants.

## Demografia
Segons el cens del 2000, Middletown tenia 1.020 habitants, 392 habitatges, i 263 famílies. La densitat de població era de 152,6 habitants/km².
Dels 392 habitatges en un 32,9% hi vivien nens de menys de 18 anys, en un 47,4% hi vivien parelles casades, en un 12% dones solteres, i en un 32,7% no eren unitats familiars. En el 24% dels habitatges hi vivien persones soles el 10,2% de les quals corresponia a persones de 65 anys o més que vivien soles. El nombre mitjà de persones vivint en cada habitatge era de 2,56 i el nombre mitjà de persones que vivien en cada família era de 3,05.
Per edats la població es repartia de la següent manera: un 26,6% tenia menys de 18 anys, un 7,5% entre 18 i 24, un 26,9% entre 25 i 44, un 23,9% de 45 a 60 i un 15,2% 65 anys o més.
L'edat mediana era de 38 anys. Per cada 100 dones de 18 o més anys hi havia 105,2 homes.
La renda mediana per habitatge era de 35.278 $ i la renda mediana per família de 38.571 $. Els homes tenien una renda mediana de 33.214 $ mentre que les dones 26.515 $. La renda per capita de la població era de 14.135 $. Entorn del 21,2% de les famílies i el 20,9% de la població estaven per davall del llindar de pobresa.

## Poblacions més properes
El següent diagrama mostra les poblacions més properes.